# Paraneseuthia
Paraneseuthia – rodzaj chrząszczy z rodziny kusakowatych i podrodziny balinków. Obejmuje 35 opisanych gatunków.

## Morfologia
Drobne chrząszcze o ciele od wydłużonego i grzbietobrzusznie spłaszczonego po owalne i silnie wysklepione. Ubarwienie mają od jasnobrązowego po czarne, niekiedy są dwubarwne. Aparat gębowy odznacza się głaszczkami szczękowymi zbudowanymi z zaledwie trzech członów, co jest cechą unikalną na tle całej podrodziny balinkowatych. Na każdej pokrywie znajduje się pojedynczy, szczątkowy, słabo dostrzegalny, pozbawiony szczecinkek dołek przypodstawowy. Panewki bioder przednich odnóży są szeroko otwarte. Wyrostek międzybiodrowy śródpiersia wąsko rozdziela panewki środkowej pary bioder. Jest on zaopatrzony w pośrodkowe żeberko, które w części przedniej jest dobrzusznie rozrośnięte, tworząc rodzaj kila. Genitalia samców są bardzo różnorodne, a edeagus może być symetryczny lub niesymetryczny. 

## Rozprzestrzenienie
Przedstawiciele rodzaju zamieszkują krainy: palearktyczną, orientalną i australijską. Znani są z anatolijskiej części Turcji, himalajskiego regionu Indii, Rosyjskiego Dalekiego Wschodu, Japonii, Półwyspu Malajskiego, Sumatry, Borneo, Moluków, Wyspy Bożego Narodzenia, Nowej Gwinei, Australii i Fidżi.

## Taksonomia
Takson ten wprowadzony został w 1986 roku przez Herberta Franza na łamach „Entomologische Blätter”. Gatunkiem typowym autor ów wyznaczył opisaną w tej samej publikacji P. peckorum. W 1998 roku Herbert Franz i Alfred F. Newton umieścili ten rodzaj w plemieniu Cephenniini, natomiast do Eutheiini przeniesiony został w 2004 roku przez Pawła Jałoszyńskiego i Hideto Hoshinę.
Do rodzaju tego zalicza się 35 opisanych gatunków:

- Paraneseuthia acehiana Jałoszyński, 2020
- Paraneseuthia angustifurculata Jałoszyński, 2013
- Paraneseuthia bernierana Jałoszyński, 2013
- Paraneseuthia bicolor Jałoszyński, 2010
- Paraneseuthia booloumba Jałoszyński, 2011
- Paraneseuthia carltoni Jałoszyński, 2011
- Paraneseuthia devia Jałoszyński, 2008
- Paraneseuthia dilatifurculata Jałoszyński, 2013
- Paraneseuthia ehimensis Jałoszyński, 2018
- Paraneseuthia guineana Jałoszyński, 2009
- Paraneseuthia holzneri (Franz, 1976)
- Paraneseuthia inexpectata Jałoszyński, 2006
- Paraneseuthia ishigakiana Jałoszyński, 2018
- Paraneseuthia joeparkeri Jałoszyński, 2014
- Paraneseuthia kaibesariana Jałoszyński, 2019
- Paraneseuthia levigata Jałoszyński, 2010
- Paraneseuthia libanica Jałoszyński, 2020
- Paraneseuthia loebli Jałoszyński, 2015
- Paraneseuthia luzonica Jałoszyński, 2019
- Paraneseuthia meybohmi Jałoszyński, 2015
- Paraneseuthia morobensis Jałoszyński, 2019
- Paraneseuthia olszanowskii Jałoszyński, 2020
- Paraneseuthia paradoxa (K. Sawada, 1962)
- Paraneseuthia peckorum Franz, 1986
- Paraneseuthia quadrifoveata Jałoszyński, 2010
- Paraneseuthia rugosa Jałoszyński, 2020
- Paraneseuthia saga Kurbatov, 1991
- Paraneseuthia spinosa Jałoszyński, 2010
- Paraneseuthia tanimbariana Jałoszyński, 2019
- Paraneseuthia titiwangsana Jałoszyński, 2014
- Paraneseuthia trepida Kurbatov, 1990
- Paraneseuthia uminzo Jałoszyński, 2023
- Paraneseuthia umisatu Jałoszyński, 2023
- Paraneseuthia vitilevui Franz, 1986
- Paraneseuthia zanetae Jałoszyński, 2019

Według wyników analizy filogenetycznej Jałoszyńskiego z 2013 roku takson ten zajmuje pozycję siostrzaną względem rodzaju Euthiconus.